# Heinrich Stephan
Heinrich Stephan (* 31. August 1898 in Witschenske, Kreis Lissa; † 1. September 1990 in Dortmund) war ein deutscher Politiker (SPD). 

## Leben und Beruf
Nach dem Besuch der Volksschule absolvierte Stephan zunächst eine Landwirtschaftslehre, wechselte aber den Beruf und nahm eine Tätigkeit als Stahlwerker auf. Daneben engagierte er sich gewerkschaftlich und war von 1922 bis 1933 Mitglied des Deutschen Metallarbeiter-Verbandes (DMV). Nach dem Zweiten Weltkrieg schloss er sich der IG Metall an und war von 1947 bis 1963 Betriebsratsvorsitzender sowie Aufsichtsratsmitglied der Dortmund-Hörder Hüttenunion. Außerdem war er Vorstandsmitglied der Gemeinnützigen Wohnstättengenossenschaft Dortmund-Süd mit Sitz in Hörde und fungierte von 1950 bis 1953 als Arbeitsrichter.

## Partei
Stephan war seit 1945 Mitglied der SPD.

## Abgeordneter
Stephan war von 1952 bis 1954 Ratsmitglied der Stadt Dortmund. 1954 wurde er erstmals in den Nordrhein-Westfälischen Landtag gewählt. Nach seiner Wahl in den Bundestag legte er am 3. Oktober 1961 das Landtagsmandat nieder. Dem Deutschen Bundestag gehörte er von 1961 bis 1969 an. Im Parlament vertrat er den Wahlkreis Dortmund I.